# Sinophorus alpinus
Sinophorus alpinus är en stekelart som beskrevs av Sanborne 1984. Sinophorus alpinus ingår i släktet Sinophorus och familjen brokparasitsteklar. Inga underarter finns listade i Catalogue of Life.